# Tankman
Tankman of de onbekende protestganger, in Engelse spelling Tank Man genoemd, is de bijnaam voor een anonieme man die internationaal beroemd werd toen hij op 5 juni 1989 in de nasleep van de Tiananmenprotesten in een straat bij het Plein van de Hemelse Vrede een colonne tanks de weg versperde. Van het voorval is foto- en videomateriaal bekend dat tot de bekendste beelden van de twintigste eeuw behoort en het symbool voor de protesten is geworden.

## Het voorval
De gebeurtenis deed zich voor op 5 juni 1989 in de omgeving van het Plein van de Hemelse Vrede (Tiananmenplein), op de Chang'an Avenue. Het plein lag er op dat moment verlaten bij, een dag eerder waren in opdracht van de autoriteiten de studentendemonstraties op het Plein van de Hemelse Vrede hardhandig neergeslagen. Op het moment dat achttien tanks aan kwamen rijden, kwam één man, met in zijn hand een winkeltas, aanlopen over de straat, hij wist de aankomende tanks te stoppen. De voorste tank probeerde daarop om de man heen te gaan, maar deze ging opnieuw in de weg staan. Vervolgens klom de man op de eerste tank en sprak met de bestuurder ervan. Uiteindelijk werd de man, nadat hij van de tank was afgedaald, weggetrokken door anonieme omstanders en verdween hij in de menigte.

## Film
Fotojournalist Charlie Cole heeft een en ander gefilmd vanaf het balkon voor zijn hotelkamer. De dag na het slagveld op het Tiananmen-plein is het rustig op Chang'an Avenue, het normale dagelijkse verkeer. Dat verandert als er een colonne tanks komt aanrijden. Dan komt er een man in een wit overhemd aangelopen met in allebei zijn handen een tas, hij gaat voor de tanks staan die aan komen rijden en zwaait met zijn tassen. Als de tanks de man rechts willen passeren, doet hij een paar passen opzij en gaat opnieuw in de weg staan. Dan wil de voorste tank er links langs, maar dat voorkomt de man weer door opnieuw opzij te stappen. De andere tanks sluiten dichter aan. De eerste tank zet de motor uit. De man klimt op de voorste tank en probeert met de bemanning te praten, maar het luik van de toren blijft gesloten. Als de man van de tank stapt, zet de bestuurder de motor weer aan, een witte rookpluim verschijnt. De man staat naast de tank die weg probeert te rijden, vlug gaat de man weer voor de tank staan en geeft de tank met zijn rechterhand een stopteken. Aan het eind van de film komen een paar mensen aan, waarvan ook iemand op de fiets, ze nemen Tankman mee en rennen weg.
Charlie Cole realiseerde zich dat de Chinese Veiligheidsdienst gezien had dat hij filmde, het hotel met de buitenlandse journalisten werd geobserveerd vanaf een gebouw er tegenover. Hij haalde de film uit de camera, deed de film in een plastic kokertje, liep naar het toilet en deed het kokertje in het waterreservoir van het toilet. Kort daarna stormden agenten van de veiligheidsdienst de hotelkamer binnen, doorzochten de kamer, vonden de camera waar inmiddels een andere film in zat. Anderhalve dag later ging Cole terug naar zijn hotelkamer.

## Fotomateriaal
In de nasleep van de protesten raakten vier foto's van de gebeurtenis bekend. Op 4 juni 2009 werd door fotograaf Terril Jones een nieuwe foto vrijgegeven.
Fotograaf Charlie Cole, werkzaam voor Newsweek, legde de gebeurtenis vast vanaf de vijfde verdieping van het Beijing Hotel. Hij wist zijn meest waardevolle materiaal verborgen te houden voor de Chinese veiligheidsdienst door het materiaal in het toilet te verbergen. Cole won met een van zijn foto's de 33e editie van de World Press Photo van het jaar in 1990 en de foto werd opgenomen in een overzicht van "100 Photographs That Changed the World", opgesteld door Life in 2003.
Op hetzelfde balkon bevond zich ook Stuart Franklin van Magnum Photos. Zijn foto geeft een uitgebreider beeld van de situatie waarbij meerdere tanks zichtbaar zijn. Via een Franse student kon hij het materiaal het land uit smokkelen.
Een andere versie is die van Jeff Widener, een fotograaf die lid was van Associated Press. Ook deze foto is genomen vanuit het Beijing Hotel, maar dan vanaf de zesde verdieping, ongeveer 800 meter van de gebeurtenis zelf.
Arthur Tsang Hin Wan maakte enkele foto's namens persbureau Reuters. De foto is kort voor de andere drie genomen, de tanks zijn nog op weg naar hun positie.
Op 4 juni 2009, bijna 20 jaar na de protesten, werd een nieuwe foto vrijgegeven. De foto, gemaakt door fotograaf Terril Jones namens Associated Press, verschilt sterk van de tot dan toe bekende foto's. De foto is niet genomen vanaf een hogere uitkijkplek en op het moment dat de man voor de tanks staat, in plaats daarvan is de foto genomen vanaf het maaiveld en is de man in de achtergrond te zien, op weg naar de aankomende tanks.

## Identiteit
De identiteit van de Tankman is nooit met zekerheid vastgesteld. Mogelijk betrof het een 19-jarige student met de naam Wang Weiling, maar dit is verre van zeker.

## Kunst

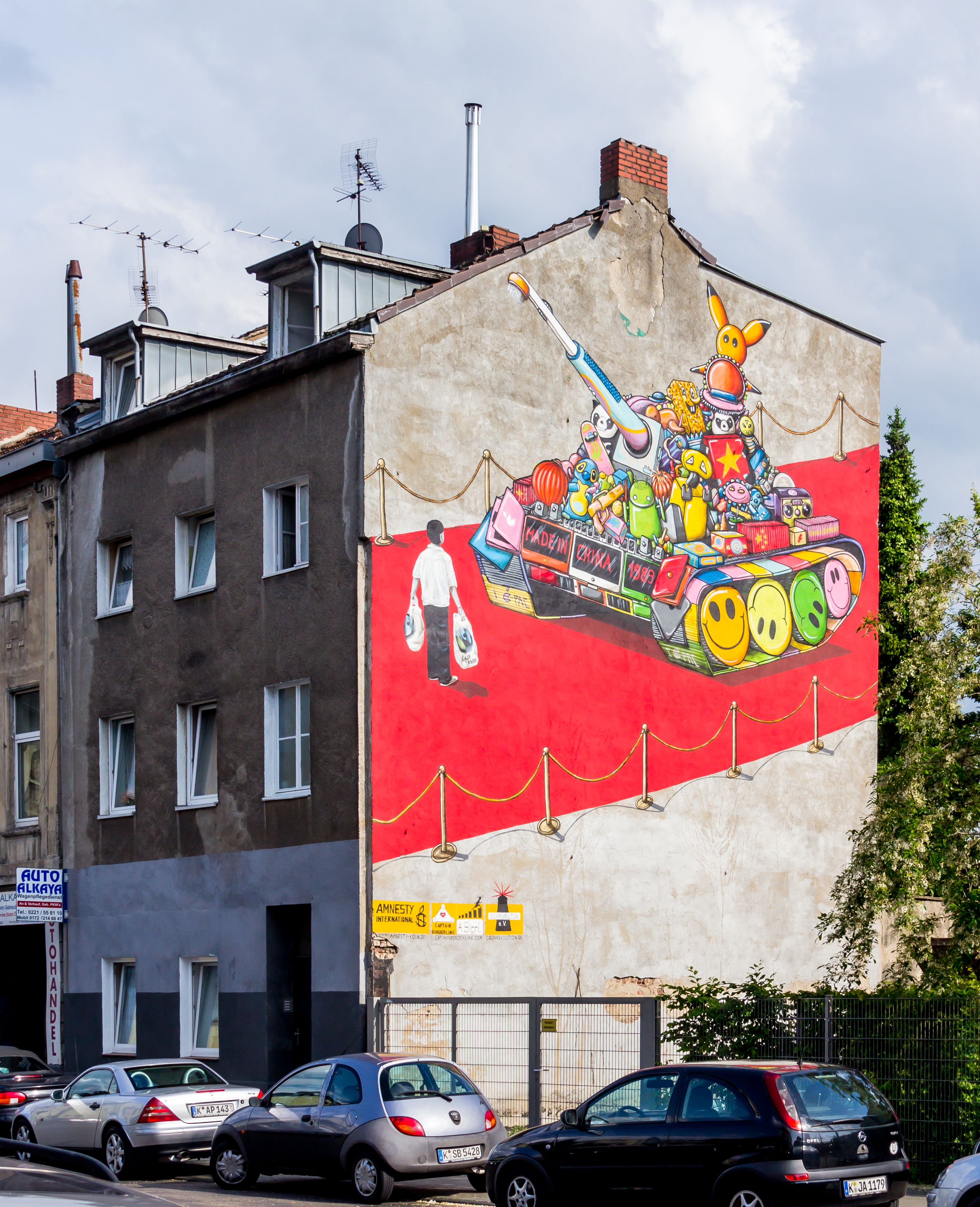
Muurschildering in Keulen geïnspireerd op Tankman

Tankman inspireert ook kunstenaars. In 2013 maakte de Spaanse kunstenaar Fernando Sánchez Castillo een vijf meter hoog beeld van wit kunststof van Tankman voor zijn tentoonstelling 'De slaap van de rede' in Rabo Kunstzone Utrecht en een versie van was op ware grootte; deze stond op gezette tijden in Hoog Catharijne te Utrecht tijdens de tentoonstelling Call of the Mall. Het beeld is zo levensecht dat het bewaakt moest worden. Mensen wilden Tankman aanraken. Na afloop van Call of the Mall heeft het Centraal Museum Utrecht dit kunstwerk aangekocht. Het is nu onderdeel van de vaste tentoonstelling.